# Dukla Praha
Il Fotbalový Klub Dukla Praha, conosciuta più semplicemente con la denominazione Dukla Praha, è stata una società calcistica ceca con sede nella città di Praga. Fu fondata nel 1947 e si sciolse nel 1996, quando si fuse con l'1. FC Příbram divenendo FC Dukla Příbram. Fu una delle più importanti e titolate società calcistiche dell'ex Cecoslovacchia. Fu la quarta squadra di Praga dopo Sportovní Klub Slavia Praha, Sparta e Bohemians 1905.

## Storia
Il club venne inizialmente formato all'interno dell'esercito cecoslovacco, nel 1947, dopo la seconda guerra mondiale. Il nome Dukla deriva dal Passo di Dukla, dove si svolse un'importante battaglia tra l'Armata Rossa, composta da diversi soldati cecoslovacchi, e l'esercito nazista per la liberazione della Slovacchia. Dopo alcuni anni assunse la denominazione di ATK (Armádní tělocvičný klub). Nel calcio cecoslovacco fu introdotta una nuova norma: qualsiasi calciatore che aveva prestato servizio nell'esercito cecoslovacco avrebbe potuto essere acquistato automaticamente dal Dukla Praga, anche se giocava in un'altra squadra. La società raggiunse la massima divisione e poté contare sui migliori calciatori del torneo nazionale.
Il primo titolo nazionale è del 1952: il Dukla Praga vince la Coppa di Cecoslovacchia. All'inizio della stagione 1953 il club cambiò nome in UDA (Ústřední dům armády), e solamente a partire dal 1956 assunse la denominazione definitiva di Dukla.
Nel 1952 viene acquistato Josef Masopust che diventerà poi Golden Player ed entrerà nel FIFA 100 di Pelé. Anche grazie al centrocampista cecoslovacco il Dukla Praga coglierà diversi successi, 8 campionati cecoslovacchi e 3 coppe nazionali: grazie a questi successi si fa notare come una delle squadre più forti di Praga e della Cecoslovacchia.
Per gran parte degli anni sessanta e settanta il club fu una vera potenza del calcio, conquistando 11 campionati cecoslovacchi, arrivando secondo in altre sette occasioni, e conquistando 8 Coppe di Cecoslovacchia. A livello europeo il maggior risultato conseguito fu il raggiungimento delle semifinali (poi perse contro gli scozzesi del Celtic) della Coppa dei Campioni 1966-1967.
Il club giovanile della squadra ottenne 6 vittorie al Torneo di Viareggio.
Verso la fine degli anni ottanta il club iniziò ad attraversare tempi duri. Il maggiore rivale, lo Sparta Praga dopo aver aperto la fase delle sponsorizzazioni sulle maglie anche in Cecoslovacchia, iniziò ad acquistare i migliori giocatori, mentre il Dukla, che gravitava ancora nell'orbita del governo comunista, iniziò a perdere il proprio prestigio, non potendo competere a livello di ingaggi con lo Sparta. Alla fine della stagione 1993-1994 il club venne retrocesso dalla prima alla terza divisione ceca; ciò costrinse la dirigenza a vendere i migliori giocatori. La squadra riparte dalla terza divisione (1994-1995), raggiungendo il terzo posto in campionato e non riuscendo a ottenere la promozione in seconda serie. Dopo un altro anno in terza divisione (1995-1996), il club è dissolto.
L'imprenditore Bohumil Duricko infine decise di riportare all'antica grandezza il club: dopo aver acquistato la squadra del Přibram, allora in seconda divisione, fuse le due squadre che assunsero il nome di Dukla Přibram, e che iniziarono lentamente ad emergere verso la metà degli anni novanta.
Nel 2001 è fondato un nuovo club omonimo, il Dukla Praga, che prende nome, simbolo e colori dello storico Dukla Praga ma non i titoli sportivi, che restano al Příbram: a un decennio di distanza riesce a raggiungere la massima divisione ceca.

## Il Dukla Praha nella cultura di massa
La band britannica degli Half Man Half Biscuit ha reso omaggio al club ceco con la canzone All I want for Christmas is a Dukla Prague Away Kit.

## Calciatori celebri

### Vincitori di titoli
Campioni d'Europa
- Ivo Viktor (Jugoslavia 1976)
- Zdeněk Nehoda (Jugoslavia 1976)
- František Štambachr (Jugoslavia 1976)

Calciatori campioni olimpici di calcio
- Luděk Macela (Mosca 1980)
- Jaroslav Netolička (Mosca 1980)
- Oldřich Rott (Mosca 1980)
- František Štambachr (Mosca 1980)
- Ladislav Vízek (Mosca 1980)

Premi individuali
- Pallone d'oro: 1

 Josef Masopust (1962)

## Palmarès

### Competizioni nazionali
- Campionato cecoslovacco: 11

1953, 1956, 1957-1958, 1960-1961, 1961-1962, 1962-1963, 1963-1964, 1965-1966, 1976-1977, 1978-1979, 1981-1982
- Československý Pohár: 8

1961, 1965, 1966, 1969, 1981, 1983, 1985, 1990

### Competizioni giovanili
- Torneo di Viareggio: 6

1964, 1968, 1970, 1972, 1976, 1980

### Altri piazzamenti
- Campionato cecoslovacco:

Secondo posto: 1955, 1958-1959, 1973-1974, 1977-1978, 1980-1981, 1983-1984, 1987-1988
Terzo posto: 1959-1960, 1971-1972, 1985-1986
- Coppa di Cecoslovacchia:

Finalista: 1961-1962, 1967-1968
- Coppa della Repubblica Ceca:

Finalista: 1996-1997
- Coppa Mitropa:

Finalista: 1955
- Coppa delle Coppe:

Semifinalista: 1985-1986
- Coppa dei Campioni:

Semifinalista: 1966-1967